# Sebastiano
Sebastiano (en latín, Sebastianus; ¿?-413), hermano de Jovino, fue un noble galorromano del sur de Galia. Después que Jovino usurpara en la Galia el puesto de emperador del Imperio romano de Occidente, en disputa contra Honorio en 411, nombró a Sebastiano como augusto (coemperador) en 412.
Cuando las relaciones entre Jovino y el rey Ataúlfo de los visigodos se rompieron, Ataúlfo capturó a Sebastiano en 413 y lo mandó a Dardanus, gobernador pretor de Honorio en Galia, quien lo ejecutó y envió su cabeza a la corte de Honorio en Rávena.